# Adășeni
Adășeni – wieś w Rumunii, w okręgu Botoszany, w gminie Adășeni. W 2011 roku liczyła 998 mieszkańców.